# Liposits Zsolt
Liposits Zsolt (Pécs, 1951. október 22. –) magyar orvos, neuroendokrinológus, egyetemi tanár, az MTA doktora.

## Életpályája
1970-ben érettségizett a pécsi Nagy Lajos Gimnáziumban. Orvosdoktori diplomát a Pécsi Orvostudományi Egyetemen (POTE) szerzett 1976-ban, majd az Anatómiai Intézetben nyert kinevezést. Makroszkópos anatómiát, szövettant, fejlődéstant és neuroanatómiát oktatott magyar és angol nyelven. Tudományos kutatómunkát a reprodukció, stressz és adaptáció központi idegrendszeri szabályozásának témakörében végzett. 1993-ben kinevezték a  Szent-Györgyi Albert Orvostudományi Egyetem, Anatómia-Szövet és Fejlődéstani Intézetének tanszékvezető egyetemi tanárává. 1998-tól a Magyar Tudományos Akadémia Kísérleti Orvostudományi Intézetének munkatársa, az Endokrin Neurobiológiai Osztály vezetője. 2002-ben egyetemi tanári kinevezést nyert el a Pázmány Péter Katolikus Egyetem, Információs Technológiai és Bionikai Karán.
Az orvostudományok kandidátusa címet 1987-ben szerezte meg. Akadémiai doktori értekezését 1992-ben védte meg. Habilitációt 1995-ben szerzett. Tudományos kutatómunkát végzett az Amerikai Egyesült Államokban (University of Missouri és a National Institutes of Health), valamint Japánban (Nagoya City University).
2008-2017-ig az International Neuroendocrine Federation (INF) tanács tagja és a magyar szekció vezetője.

## Munkássága
Kutatási területe a belső elválasztású mirigyek működésének központi idegrendszeri szabályozása, különös tekintettel a szaporodás, stressz és adaptáció, valamint anyagcsere élettani folyamatainak regulációjára. Tevékenysége jelentős a hypothalamikus releasing- és release-inhibiting hormonokat termelő neuronpopulációk hálózati kapcsolatainak strukturális és funkcionális feltárása, valamint az ösztrogén hormon szignalizáció központi idegrendszeri célstruktúráinak és hatásmechanizmusainak megismerése terén. Több elektronmikroszkópos immuncitokémiai eljárást dolgozott ki, neuronrendszerek és azok hálózati, szinaptikus kapcsolatainak jellemzésére.
Nemzetközi tudományos folyóiratokban több mint 180 közleménye jelent meg. Az eredményekre kapott idézések száma több mint 11 000..
Kutató laboratóriumának bemutatkozó anyaga: Endokrin Neurobiológiai Laboratórium

## Munkahelyek
- 2022-HUN-REN Kísérleti Orvostudományi Kutatóintézet, Endokrin Neurobiológiai Laboratórium
- 2020-2021 ELKH Kísérleti Orvostudományi Kutatóintézet, Endokrin Neurobiológiai Laboratórium
- 1998-2020: MTA Kísérleti Orvostudományi Kutatóintézet, Endokrin Neurobiológiai Osztály, Budapest
- 2002-Pázmány Péter Katolikus Egyetem, Információs Technológiai és Bionikai Kar, Budapest
- 1993-1998: Szent-Györgyi Albert Orvostudományi Egyetem, Anatómia, Szövet- és Fejlődéstani Intézet, Szeged
- 1976-1993: Pécsi Orvostudományi Egyetem, Anatómiai Intézet, Pécs

## Szcientometria
- Publikációk: 210
- Hivatkozások: 11000
- Hirsch-index: 61

## Tudományos publikációi
- Magyar Tudományos Művek Tára
- PubMed
- Research Gate
- Google Scholar

## Díjak, elismerések
- 2010: Pázmány-plakett
- 2008: Akadémiai díj
- 2005: Charles Simonyi Kutatói Ösztöndíj
- 1997: Széchenyi Professzori Ösztöndíj